# Indonesia Raya

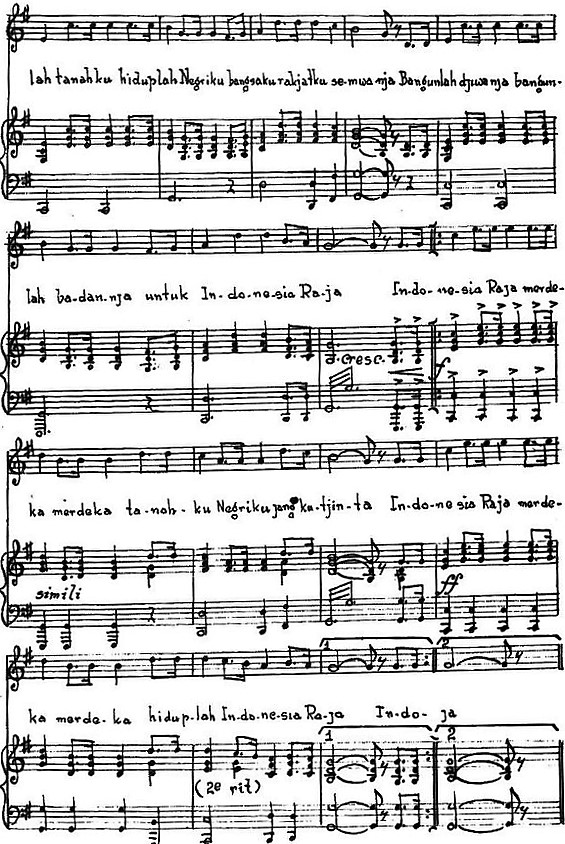
Partitura musical de l'himne nacional d'Indonèsiaminiatura|Àudio

Indonèsia Raya ( en català: "la Gran Indonèsia") és el nom de l'himne nacional d'Indonèsia des de la Declaració d'independència d'Indonèsia el 17 d'agost de 1945. La cançó va ser presentada pel seu compositor, Wage Rudolf Supratman, el 28 d'octubre de 1928 durant el segon congrés juvenil indonesi a Jakarta.
La cançó va ser adoptada i va marcar el naixement del moviment nacionalista a l'arxipèlag que tenia com a objectiu assolir la independència i acabar amb el domini colonial holandès.
El primer diari que va publicar obertament la notació musical i la lletra de "Indonesia Raya", desafiant les autoritats holandeses, va ser el setmanari xinès-indonesi Sin Po.
Les autoritats colonials van tolerar l'ús de l'himne amb la condició que al verset només hi digués "Mulia, Mulia" (Honorable, honorable) en lloc de "Merdeka, Merdeka!" (Independent i lliure!). Durant l'ocupació japonesa a la Segona Guerra Mundial, l'himne va ser restringit fins els últims mesos. El 1958 es va declarar que només el primer vers seria oficial.

### Lletra
No hi ha una traducció oficial a altres idiomes. El 28 d'octubre de 1953, en el 25è aniversari de l'himne, el diari Harian Umum va publicar les seves pròpies traduccions de la lletra a l'anglès, l'alemany i l'holandès. Originàriament constava de tres versos. El primer és el més conegut i cantat cada dilluns a les escoles públiques d'Indonèsia.
Traducció
Indonèsia, el meu país, terra del meu naixement
Aquí és on em trobo, guia de la mare terra
Indonèsia, la meva nació, la meva nació i el meu país
Vinga, cridem tots: "Indonèsia Unida!"
Visca la meva terra, visca el meu país,
La meva nació, el meu poble, tot
Que el seu esperit desperti, que el seu cos s'aixequi
Per la Gran Indonèsia!
tornada/verset
Gran Indonèsia, independent, lliure!
La meva terra, el meu país que estimo
Gran Indonèsia, independent, lliure!
Visca la Gran Indonèsia!